# Hapjeong (metropolitana di Seul)
Hapjeong (합정역 - 合井譯, Hapjeong-yeok ) è una stazione della metropolitana di Seul di interscambio fra la linea 2 e la linea 6 della metropolitana di Seul. La stazione si trova nel quartiere di Mapo-gu, a Seul.

## Linee
Seoul Metro
● Linea 2 (Codice: 238)
 SMRT
● Linea 6 (Codice: 622)

## Struttura
Entrambe le linee sono sotterranee. Entrambe le linee sono dotate di due marciapiedi laterali con porte di banchina, e la linea 2 passa sopra la linea 6.
Linea 2
| Circ. interna | ● Linea 2 | per Hongdae-ipgu, Sinchon, Chungjeongno e Municipio   |
| Circ. esterna | ● Linea 2 | per Dangsan, Yeongdeungpo-gucheong, Sindorim e Daerim |

linea 6
| Direzione Eungam     | ● Linea 6 | per World Cup Stadium, Digital Media City e Eungam        |
| Direzione Bonghwasan | ● Linea 6 | per Gongdeok, Samgakji, Dongmyo-ap, Taereung e Bonghwasan |

## Stazioni adiacenti
| «       | Servizio | »            |
| Linea 2 | Linea 2  | Linea 2      |
| ------- | -------- | ------------ |
| Dangsan | -        | Hongdae-ipgu |
| Linea 6 |          |              |
| Mangwon | -        | Sangsu       |